# Rhus potaninii
Rhus potaninii là một loài thực vật có hoa trong họ Đào lộn hột. Loài này được Maxim. miêu tả khoa học đầu tiên năm 1889.